# Vasco Coutinho, capitão de Arzila
D. Vasco Coutinho (c. 1450 — abril de 1522) foi um nobre português, tendo sido 1.° conde de Borba, 1.° conde de Redondo e capitão de Arzila.

## Genealogia
D. Vasco Coutinho era filho do 4.° Marechal de Portugal, D. Fernando Coutinho, e de sua mulher D. Joana de Castro. Era irmão entre outros, do 5.° marechal de Portugal, D. Álvaro Gonçalves Coutinho; de D. Guterre Coutinho, alcaide-mor do castelo de Sesimbra; de D. Henrique Coutinho, Dom Prior da Colegiada de Guimarães; e de D. Maria Coutinho, mulher de D. Rodrigo de Castro, capitão de Tânger.
Casou com D. Catarina da Silva, irmã de D. João de Meneses que também veio a ser capitão de Arzila. De quem teve D. João Coutinho, que lhe sucedeu, D. Bernardo Coutinho, alcaide-mor de Santarém, D. Margarida Coutinho, D. Maria da Silva, e D. Isabel de Castro.

## Carácter
D. Vasco era impetuoso e colérico, e tinha um hábito singular que Resende nos lembra: "Ho conde de Borba Dom Vasco Coutinho de sua condição falava sempre muito alto, e às vezes quando se queria frautar falava muito baixo. E hum dia estando el-rey em hum conselho, quando veo o conde a dizer seu parecer falava tam baixo que se nam ouvia, e el-rey lhe disse: «Conde, os vossos baixos sam tam baixos que vos nam ouve ninguem, e os altos tam altos que se nam ouve ninguem comvosco».

## Conspiração do Duque de Viseu, contra D. João II
Em 1484 D. Diogo, Duque de Viseu, irmão da rainha D. Leonor, foi convencido pelos descontentes contra a política centralizadora do seu primo e cunhado D. João II, "se fizesse cabeça do seu partido para vingarem na vida do Rei a morte do Duque de Bragança D. Fernando, e as mais severidades da sua condição austera." Prepara então uma conjura para assassinar o rei e o príncipe herdeiro, o que lhe permitiria depois subir ao trono.
Eram "complices, e sabedores, o Bispo de Evora D. Garcia de Menezes ; seu irmaõ D. Fernando [pai do capitão de Tânger D. Duarte de Meneses, o d'Évora ],(…); Fernaõ da Silveira, Escrivaõ da Puridade [filho do Barão de Alvito João Fernandes da Silveira ]; D. Alvaro de Attaide, irmaõ do Conde de Atouguia Martinho de Ataíde ] ; seu filho D. Pedro de Attaide ; D. Lopo de Albuquerque , Conde de Penamacor, e  seu irmaõ Pedro de Albuquerque, Alcaide Mor do Sabugal" ; e "D. Guterre Coutinho , filho do Marechal", irmão de D. Vasco.
Dom Guterre Coutinho, commendador de Cezimbra, fiando-se em seu irmão Dom Vasco Coutinho, contou-lhe a empreza em que estava metido:
"Succedeo então, que D. Guterre Coutinho, instrumento principal do crime execravel, ferido do horror, que os casos desta natureza costumaõ imprimir nos espiritos, já duvidoso, hesitante, e como arrependido, communicou tudo a seu irmão D. Vasco Coutinho. Facilitou-se D. Guterre a esta communicaçaõ por saber, que D. Vasco era hum dos queixosos del Rei; que por isso estava resoluto a sahir do Reino para servir a Principe, que lhe pagasse melhor ; que como irmão adornado de bellas qualidades lhe seria fiel, em tão grande designio, e que a isso o obrigaria a esperança de ser mais bem recompensado pelo Duque de Viseo designado Rei. "
Diz a esse propósito Garcia de Resende : "Pesando-lhe [ a D. Guterre ] da hida do yrmão, e avendo por cousa certa a morte d' el-rey com que sua yda seria escusada, lhe mandou muyto pedir que antes de se partir se visse com ele em Cezimbra, onde se viram e Dom Goterre por lhe nam descubrir a causa principal de seu fundamento lhe disse, que o mandara chamar sentindo muyto seu despedimento e partida, e lhe pedio muito que estivesse alli alguns dias, nos quaes trabalharia remedear com el-rey seus agravos com que sua yda se escusasse. E porque Dom Vasco o nam quis fazer parecendo-lhe que eram delongas, Dom Goterre pollo segurar lhe descubrio inteiramente todo o caso e Dom Vasco lhe disse entam que ficaria e seria com elle nisso. E tanto que o soube, lembrando-lhe sua lealdade e fidalguia, e a longa criaçam que d' el-rey recebera, e nam os agravos e pouca mercee que dezia que delle tinha recebida por onde era delle despedido, determinou logo como bom, verdadeyro e leal vassalo descubrir tudo a el-rey. E muy secretamente per meo d' Antam de Faria se vio com el-rey a quem meudamente tudo descubrio; e que o que tinham determinado era matarem-no a ferro, e recolherem o principe per mar a Cezimbra, e que per logo com elle sossegarem o reino o levantariam por rey, e que o seria enquanto o duque quisesse o que ficaria en sua mão e vontade. "
"E depoys foy el-rey de tudo avisado por Dom Vasco Coutinho", pedindo ao rei, que lho prometeu, que não condenasse à morte o seu irmão.
Depois de desfeita a conspiração, D. Guterre teve a morte comutada em prisão perpétua, no castelo de Avis "aonde a palavra, que lhe poupou a vida a ferro, pouco depois lha mandou tirar com veneno ".

## Conde de Borba
Por carta de 16 de Março de 1486, D. Vasco é feito Conde de Borba, "em recompensa de serviços prestados na guerra com Castela, mas em 2 de Junho de 1500 foi feito Conde de Redondo, por el-rei lhe ter tomado a vila de Borba, que deu ao Duque de Bragança. Todavia, posteriormente, foi tratado de conde Borba, mesmo em documentos oficiais", e assim é sempre chamado, nos Anais de Arzila de Bernardo Rodrigues.

## Marrocos
Em 1488 encontramos D. Vasco "homiziado" (degredado) em Marrocos, não se sabendo por que razão, nem quando isso aconteceu. Esse ano é aparentemente capitão de Arzila, sucedendo a Álvaro de Faria, ou capitão interim, já que será apenas em 9 de Junho de 1490 que receberá oficialmente a capitania.
Nesse mesmo ano de 1488, conta-nos Bernardo Rodrigues, que D. Vasco escapa a um ardil do alcaide de Alcácer-Quibir, Cide Talha Laroz, "pessoa muito principal no reino de Fez e muito fidalgo": D. Vasco ia apenas com setenta de cavalo. O Alcaide de Alcacer-Quivir, que soube da sortida, por tê-la provocado, veio esperá-lo na retirada com 500 lanças.
"Saiu logo o alcaide da cilada tão de súbito que ao conde foi forçado pelejar com êle" (…), foram ambos ao chão. O conde, vendo o alcaide coberto de uma rica saia de malha, foi sôbre êle com a espada na mão, e disse-lhe : «rendei-vos alcaide», o qual, conhecendo-o pelas armas e voz, respondeu : «Almejeli (homiziado), hoje é o teu dia ou o meu ». Tudo se passara em poucos instantes (…) vendo que era inútil qualquer resistência, por se achar entre inimigos, o alcaide rendeu-se." Os portugueses "se recolhérão a Arzila sem perda, e sem soçobro. tanto estimou El-Rei esta gentileza, que deo ao Conde o governo da Praça".
Enquanto está preso, o Alcaide de Alcácer deixa no governo da sua cidade o seu primo Cide Zião, mas é rapidamente resgatado contra 15.000 dobras de banda (ouro com o peso do cruzado), 15 cativos cristãos, 20 cavalos com suas selas xerquis (orientais), deixando 18 refens, dos principais de Alcácer, enquanto tudo não está pago.
Deixou também sua saia de malha "rica e nomeada e estimada" "que servindo-se o conte de Borba vinte e cinco anos dela, a leixou por morgado ao ilustre conde Dom João, seu filho, e ele, depois de trinta anos que foi capitão, a leixou a seu filho, Dom Francisco, conde de Redondo, o qual depois do despejo d'Arzila a deu a Dom Pedro de Meneses, seu cunhado, e filho de Dom Antonio de Noronha, conde de Linhares, quando foi por capitão de Cepta, e nela acabou sua vida sendo desbaratado e morto por Acém, alcaide de Tetuão, como em seu lugar se dirá ".
Nessa época o rei de Fez, Mulei Xeque estava em paz com Portugal, mas como apenas controlava sobretudo a região de Fez, outros mouros faziam guerra às praças portuguesas. Neste caso estavam os alcaides de Xexuão (Barraxe), de Tetuão, (Almandarim), e o Alcaide de Alcácer.
Mas este depois de resgatado, também fez pazes por oito anos, com os portugueses. Sem deixar "de ter obediência ao seu rei natural" (o rei de Fez) tomava com o rei de Portugal "obrigações de vassalidade", prometendo "ao seu segundo senhor obediência e fidelidade (…) e nomeadamente faria guerra, sendo-lhe requerido, a Barraxe, alcaide de Xexuão".

## Capitania de Arzila
Pouco depois D. Vasco voltou ao reino, onde foi nomeado oficialmente capitão de Arzila, como já foi dito (9 de Junho de 1490) e aí ficou esse ano, pelos menos até 29 de Julho.
A capitania de Arzila pertenceu desde então à família de D. Vasco até o despejo da vila.
O conde exerceu esse cargo até 1514 e depois seu filho e neto até 1549. Mas com algumas ausências, voltando de vez em quando ao reino "descansar, ou cuidar dos seus negócios " .
Parece que governou incessantemente Arzila até 1495, ano em que têve de voltar "chamado ao reino por D. João, por enrêdos que na corte se teceram contra êle ; substitui-o no cargo, seu sobrinho, D. Rodrigo Coutinho, que acometido dos mouros de Xexuão e Tetuão foi por êles desbaratado e morto." D. João de Meneses substituindo-o, alcançou grande vitória, e o conde de Borba voltou ao seu posto.

### Pazes quebradas com o rei de Fez
No tempo das pazes com o rei de Fez e o alcaide de Alcácer, "foram de novo povoadas as aldeias do campo de Arzila e cheio o campo de muito gado. ganhou o conde fama de justiceiro entre os mouros pelo bem que os tratava e favorecia, guardando justiça igual ao mouro e ao cristão"
Em 1498 D. Manuel propôs a Mulei Xeque, rei de Fez, "que enviasse a Arzila pessoa com poderes para renovar as pazes". Aceitou Mulei Xeque, e enviou para isso o alcaide de Jazém (Asjém, perto de Uazane), Alharte, acompanhado do alcaide de Alcácer. Mas este concerto não teve efeito, o conde de Borba e Alharte não puderam chegar a acordo:" As conversações foram demoradas, o alcaide Alharte pediu cousa que ao conde desagradaram e puseram em cólera (…) e não podendo conter-se mais, lhe respondeu desabridamente: «Alcaide dizei a el-rei, vosso senhor, que donde o alcaide de Alcácer está, tão leal e tão cavaleiro, e que trazendo a lança na mão sabe os negócios da guerra e da paz, que a ele devia de mandar o poder, assim da guerra com da paz, e não a outro alcaide de Fez que não sabe mais que lavando o cu e as mãos, ir faze seu çalá»". Foram então quebradas as pazes…
Provavelmente em fins de 1501, D. Vasco volta mais uma vez a Portugal, deixa em Arzila sua esposa e seu filho primogénito D. João, "capitão da vila pelo conde seu pai" que em 9 de Janeiro de 1502 dá a governança da vila a D. João de Meneses.

## Segunda capitania de Arzila
D. Vasco volta a Arzila no fim de 1505 ou princípios de 1506.

### Primeiro cerco de Arzila
Em 15 de Outubro de 1508, quinta-feira de manhã, "apareceu a vila cercada de mar a mar".
Nesse ano D. Manuel tinha mandado uma armada para tomar Azamor, chefiada por D. João de Meneses. Essa empresa falhou, mas a nova dessa armada fez que Mulei Mafamede, rei de Fez, que tinha sucedido a seu pai em 1504, "reünisse um grande exército para acudir (…) ; e por outro lado, a vinda da armada para o estreito fez-lhe recear que intentasse tomar algum lugar desta costa e, por isso, foi contra Arzila, a primeira possessão portuguesa que encontrava no caminho dêste lado, e assim impedir qualquer desembarque. " Vieo então sitiar Arzila, com os alcaides Barraxe, e Almandarim.
D. Vasco tinha sido prevenido e mandou cartas para as outras praças portuguesas, e a D. João de Meneses, seu cunhado, para lhe acudirem. Os muros da vila eram fracos por serem de pedra e barro, e "não havia mais que uma bombarda na vila, e essa tomaram-na os mouros ". No segundo dia do cêrco o conde foi ferido de uma seta, e teve que recolher-se para receber curativo. Os mouros conseguiram entrar na vila, e os sitiados recolheram-se no castelo.
A armada de D. João de Meneses chegou à meia-noite do sábado 17 de outubro, mas o mais da frota só chegou domingo depois de meio-dia, e ele-mesmo fôra dos últimos a chegar, "já bastante tarde. A 2.a feira gastou-se em conselho (…), e à terça-feira não cometia D. João cousa alguma" por superstição (cf. artigo sobre D. João de Meneses) ; decidiram então de desembarcar quarta-feira.
Sabendo disso D. Vasco, por dois mouriscos que tinha enviado a nado aos navios, "mandou-lhe dizer que êle tinha agouro nesse dia, como êle tinha em 3.a feira ; e já que não quisera entrar à 3.a feira em tempo de tanta necessidade, não queria que entrasse à 4.a feira ; e, de feito, a sua entrada no castelo só se fez na 5.a feira". Por isso, nesse dia, apenas desembarcou o capitão dos ginetes, D. João Mascarenhas, genro do conde, com mais de 300 homens, ajudados pelos sitiados que fizeram surtidas de maneira que os mouros instalados na praia não pudessem impedir esse desembarque.
No dia seguinte, entrou no castelo D. João de Meneses "com outra tanta gente ou mais, com bastante trabalho e dano, porque durante a noite os mouros fizeram muitos palanques na praia. (…) Acharam-se assim no castelo mais de mil homens (…) com muitos mantimentos que dos navios tinham sido tirados. Nesse mesmo dia chegou outro bom socorro, que foram os corregedores de Cádiz e Xérez da Fronteira, com muitos cavaleiros (…). Vendo o conde e D. João a muita gente de guerra reunida no castelo, quiseram logo dar nos mouros e lançá-los fora. "
Depois duma primeira luta, "os nossos recolheram-se com algum dano. Nos dias seguintes, a nossa gente não cessava de sair à vila a pelejar com os mouros." No dia 27, chegou o conde Pedro Navarro "com uma grossa armada que el-rei de Castela enviava-a nosso socorro. (…) Das galés começaram a atirar à vila e logo derrubaram algumas casas, o que vedo os do castelo, mandaram dizer que parassem o fogo, porque contavam retomar a vila e aproveitar-se das casas. Então atiraram sôbre as tendas que envolviam a vila em tôda a extensão, as quais de facto, vieram logo ao chão e os mouros mudaram-se para longe do alcance da artilharia. "
O conde Navarro desembarcado e recebido no castelo, decidiu-se acometer a vila o dia seguinte. "Os mouros tinham feito barreiras e tranqueiras por tôdas as ruas e estavam prevenidos para receberem os nossos ; mas foi tão irresistível o ímpeto que, desfeitas essas barreiras, forçaram os mouros e os levaram até o cabo da vila, que ficou em poder da nossa gente. "
No dias seguinte bombardearam as estâncias que os mouros "ainda fortes na praia" tinham aí feito.
"Neste tempo, cada dia vinham navios portugueses com gente de socorro." O rei D. Manuel I, que se encontrava em Évora, prevenido do cêrco, "mandou que em Lisboa e em outras cidades se apretassem muitos navios e gente e seguissem para Tavira, onde os ia esperar com intenção de passar a Arzila e recuperá-la, se estivesse perdida. Chegado a Tavira, teve nova que o castelo estava ainda em poder do capitão da vila e já tinha recebido os primeiros socorros. (…) Rui Barreto, vedor do Algarve, foi dos primeiros a embarcar para socorro, e não houve homem do mar em Tavira, Faro, Portimão e Lagos, que não fizesse outro tanto (…). Vendo el-rei de Fez a vila em poder dos nossos, a gente de socorro que não deixava todos os dias de vir e a audácia da gente da vila, que constantemente saía a pelejar, resolveu levantar o cêrco e foi-se caminho de Alcácer-Quibir. Os moradores que estavam no castelo, desapressados emfim, voltaram a suas casas vazias, que tôdas como as ruas estavam cheias de lã e penas, porque os mouros despresando estas duas cousas despejavam os colchões e cabeçais e levavam somente o pano. "
Partiu Pedro Navarro, e o conde de Borba, sentindo o rei D. manuel tão perto, e o perigo passado, confiou o govêrno a seu genro, D. João Mascarenhas, capitão de ginetes, e embarcou com D. João de Meneses, para "bejar as mãos a el-rei a Tavira e dar-lhe conta do sucedido. El-rei fez-lhe muita honra e mercê."
"Este favor de el-rei determinou muitos fidalgos a ir servir Arzila. Foram dos primeiros que o fizeram D. João Coutinho filho do conde de Borba, (…) Nuno Fernandes de Ataíde, que veiu pouco tempo depois a ser capitão de Safim (…), D. Francisco de Portugal, que foi conde de Vimioso, com oitenta homens principais de Évora e cinquenta e cinco de cavalo, que sustentava à sua custa (…); o visconde de Vila Nova de Cerveira D. Francisco de Lima ], com seu primo Diogo Lopes de Lima ; D. Fernando de Castro, alcaide-mór do Sabugal, e outros mais que faziam de Arzila uma pequena côrte. "

### Diogo Boitaca
Em Tavira, D. Manuel, ocupou-se da fortificação das praças portuguesas de Marrocos, e com D. Vasco, mandou seu arquiteto Boitaca: "enformado do que era necesario pera fortificar a vila, e fazendo mercê aos moradores pera se encavalgarem, pois todos avião perdido seus cavalos, e asi alguma ajuda pera concertarem suas casas, o despedio, mandando com o conde mestre Butaca, grande mestre de obras, que fizesse os muros de pedra e cal ; e ai mandou prover como em Vila Nova de Portimão se fizesse muito cal".(p. 27)

### Segundo cerco (1509)
Depois do primeiro cerco, em 1509 o conde de Borba faz uma entrada "à bôca de Benahamede e Benarroz", e leva de presa "mais de 30 cativos e mais de 600 cabeças de gado vacum e de 1.000 de gado meúdo". Nesses tempos de guerra era o que acontecia vária vezes: quando não eram os alcaides mouros que atacavam Arzila ou outras praças portuguesas, ou pelo menos os seus campos, eram os portugueses que "entravam" nos campos, e aldeias, dos mouros e levavam presas. Nesse mesmo ano os alcaides de Alcácer, Jazém, Larache, Tetuão, e Xexuão, atacam a vila mas fazem pouco dano ; mas pouco depois o rei de Fez volta a sitiar a vila, "a qual esteve em grande apêrto, mas o conde tivera tempo de avisar el-rei Dom manuel e por isso recebeu grande socorro, pelo que el-rei de Fez se retirou sem ter feito nada".
Em 1510 os alcaides de Jazém, Tetuão e Xexuão "correm" Arzila, e matam D. Fernando de Castro, "que stava servindo el-rei na vila com 35 ou 40 de cavalo e muita gente de pé. ". Nesse ano Também D. Vasco faz uma "entrada" em Algarrafa e Benamacoma, onde faz grande prêsa ; Jorge Vieira, "almocadém de várias almogavérias" (isto é: que dirigia almogavérias, nome que aí davam - cf. Bernardo Rodrigues - a essas "entradas" aos campos e aldeias dos mouros pelos cristãos, e aos campos potugueses pelos mouros: nestas almogavérias se distinguiram sobretudo dois mouriscos, os almocadens Pêro de Meneses e Gonçalo Vaz, que apenas são conhecidos por esses nomes por serem os nomes que recebiam de seus padrinhos, uma vez que se tornavam cristãos), faz uma entrada até Mençara ; e outro dia faz nova entrada "até Benamacoma, o qual encontrando cide Hamete ], o filho do alcaide de Alcácer, que viera armar aos nossos, foi por êle desbaratado e morto. Ficaram mortos e cativos dos nossos 23 de cavalo. (…) Entre os cativos eram Álvaro Velho e João Fernandes de Abreu e êste malferido com uma cutilada pelo rosto e, por isso, muito triste. Iam os cativos todos atados uns aos outros pelas ruas de Alcácer, diante do filho do alcaide vencedor, com «muitos atabales, anafis e outros tangeres de cornos e outros instrumentos e multidão de gente, homens, mulheres e moços fazendo alegrias, como é costume». vendo o companheiro tão aflito, chegou-se a êle Álvaro Velho e disse-lhe: compadre, de que is triste, pois nos levam com tanta honra, tangendo gaitas e çanfoninhas, como diz a cantiga que por nós outros se fez, que diz: lhevarannos por las calhes com gaitas y çanfoninhas»?. Aínda nesse ano D. Francisco de Portugal faz uma entrada onde é ferido, e participa na tomada de uma fusta de mouros (cf. o artigo sobre ele). Em 1511 D. Francisco de Lima faz uma entrada até Mençara ; e D. Vasco até a serra do farrobo, onde toma "a aldeia de Arrehana e muito gado, e cativou 30 almas".

### Boca de Capanes
Sempre nesse ano D. Vasco faz uma entrada ao "campo de Mençara" e encontra os "alcaides de Tetuão, Xexuão e Alcácer na bôca de Capanes, onde pelejou com eles e os desbaratou. Foi feito de que ao capitão ficou muita fama em Arzila e de que êle se ufanava. ".

### O facheiro de Arzila
Aínda esse ano o rei de Fez "veio correr Arzila", por duas vezes, sem fazer dano, "senão que tomou o facheiro, postado na Atalaia do facho, como muito desejava": as pequenas elevações ou outeiros que circundavam Arzila eram aproveitadas para defesa da vila. Tinham nome de Atalaias e delas os portugueses observavam o campo, para logo que ocorria alguma coisa de anormal assinalarem à tôrre do sino da vila, que dava rebate, e os moradores entravam na vila. A principal Atalaia era a do Facho. A vigia do facho, ou facheiro era nessa época Álvaro Gomes Galego, que tinha grande reputação "entre os nossos e muito maior entre os mouros, de modo que, acontecendo-lhes algum desastre, logo diziam que tinham sido vistos do facheiro". Por isso o rei de Fez tentou, e conseguio tomá-lo. Mulei Naçar, irmão do rei de Fez, quiz-lhe tirar os olhos. O conde de Borba escreveu ao rei "pedindo-lhes que não lhe fôsse feita cousa tão fora de humanidade. Nisso consentiu, de feito el-rei, mas nunca o resgatou, e em Fez faleceu depois de muitos anos de cativeiro. "
Em 1512 os alcaides de Alcácer, Larache, Tetuão e Xexuão "correm" o campo de Arzila e destruíram tudo em volta da vila. Nesse ano, mais uma vez o rei de Fez, Mulei Xeque ataca Arzila. O conde peleja com ele, "com dano dos mouros, mas perdeu-se no adro da vila D. Diogo Coutinho, seu primo, que aí foi morto ".

### Azamor
Em 1513 D. Vasco Coutinho quis voltar para Portugal e deixar o governo da vila. Mas o rei pediu-lhe que participasse à empresa de Azamor, aconselhando Dom Jaime. Por isso veio juntar-se "no fim de Agosto" à armada reunida em Faro, "com seu filho, D. Bernardo Coutinho, e se achou em todo o feito".

### Fim da capitania de Arzila
Mas de volta a Arzila no fim do ano, aí o esperava " a infausta nova do falecimento de seu filho mais moço. Os alcaides seus vizinhos mandaram visitá-lo por motivo da sua vinda e da morte do seu filho, de que lhe deram o pêsame. Logo ordenou a sua partida e, de feito, embarcou am Janeiro de 1514 para Portugal ", deixando seu filho D. João Coutinho suceder-lhe.
Em 13 de outubro de 1514, o rei concedia-lhe a "tênça de 200.000 reais em sua vida", e a alcaidaria-mór de Santarém.
Faleceu no fim do ano de 1522